# Đánh cá bằng thuốc nổ

Thuốc nổ được sử dụng

Đánh cá bằng thuốc nổ là một phương pháp có tính hủy diệt khác mà ngư dân sử dụng để đánh bắt cá nhỏ bằng thuốc nổ. Phương pháp này có ưu điểm là nhanh chóng bắt được cá, nhưng hậu họa khôn lường, nó là thảm họa đối với hệ sinh thái, nguồn lợi cá, cũng như sự an toàn của người sử dụng và những người khác. Đây là kiểu đánh bắt phổ biến ở Việt Nam.

## Phương pháp
Phương pháp này được thực hiện bằng việc kích nổ với những thanh đinamite, lựu đạn, hoặc thuốc nổ tự chế được châm ngòi hoặc kích hoạt rồi ném xuống nước. Vụ nổ gây chấn động dưới nước, làm nội tạng cá bị vỡ nát và cá chết gần như ngay lập tức vì sóng xung kích, đặc biệt là những con cá nhỏ. Người ta thường cho nổ lần thứ hai để giết các con cá ăn mồi lớn hơn (cá dữ) bị thu hút bởi xác những con cá nhỏ bị chết do vụ nổ đầu.
Phương pháp đánh bắt này không chỉ giết cá trong khu vực nổ chính, là còn lấy đi sự sống của nhiều sinh vật khác tại khu vực này, nhất là tại rạn san hô, những sinh vật không phải mục tiêu đánh bắt. Ngoài ra, nhiều xác cá không nổi lên mặt nước để được vớt mà chìm xuống đáy biển do vậy hiệu quả không có. Các ghe quần đảo trên mặt biển, khi phát hiện đàn cá nổi trên mặt nước, người trên tàu ném thuốc nổ xuống biển, sau đó lặn bắt những con cá đã chết.

## Hậu quả
Vụ nổ còn giết cả san hô trong khu vực, tiêu diệt chính cấu trúc của rạn, phá hủy nơi cư trú cho cá và các động vật quan trọng khác có tầm quan trọng đối với việc bảo tồn một rạn san hô mạnh khỏe. Những vùng từng phủ đầy san hô trở thành hoang mạc đầy vụn san hô, cá chết, và không còn gì khác sau cuộc đánh cá bằng thuốc nổ. Kiểu đánh cá này đã làm cho nhiều loài cá bắt đầu quá trình tuyệt chủng.
Việc đánh bắt thủy sản bằng thuốc nổ không chỉ ảnh hưởng nghiêm trọng đến nguồn lợi thủy sản, môi trường sinh thái, mà còn trực tiếp đe dọa đến tính mạng người sử dụng chất nổ. Vụ nổ dưới nước cũng có thể dẫn đến chết cá hàng loạt, đặc biệt trong trường hợp đánh cá bằng chất nổ. Tuy nhiên, những vụ nổ như vậy sẽ không gây ra tình trạng cá chết hàng loạt ở những khu vực quá lớn vì sức nổ nhìn chung có hạn.
Vùng biển miền Trung có nguồn lợi thủy sản phong phú nhất nước. Tuy nhiên, nguồn tài nguyên vô giá của biển đang bị tàn phá do tình trạng dùng thuốc nổ đánh bắt hải sản. Ngư dân ở huyện đảo Lý Sơn, tỉnh Quảng Ngãi nổi tiếng với việc sử dụng thuốc nổ tàn phá biển. Việc đánh bắt thủy hải sản bằng thuốc nổ chỉ thực hiện được ở khơi xa vì vừa khó bị phát hiện. Tuy nhiên, gần đây không ít người đã gan lỳ, bất chấp đánh thuốc nổ gần khu vực bờ.